# Eugène Rouher
Eugène Rouher, född den 30 november 1814 i Riom, död den 3 februari 1884 i Paris, var en fransk politiker.
Roher var först advokat i sin födelsestad, men kastade sig efter februarirevolutionen 1848 in i politiken. Han blev deputerad både i den konstituerande och den lagstiftande församlingen och var två gånger minister under republikens korta tillvaro. Vid statskuppen den 2 december 1851 slöt han sig omedelbart och hängivet till Napoleon III och var sedan under hela dennes levnad en av hans mest nitiska, betrodda och oegennyttiga tjänare och vänner. Han blev genast justitieminister (3 december 1851-22 januari 1852) och vid kejsardömets upprättande ordförande i en av "conseil d'états" sektioner. År 1855 blev han minister för handel, jordbruk och allmänna arbeten och genomförde som sådan en mångfald betydande reformer, såsom kontrakten med de stora järnvägsbolagen (1859), frihandelns införande genom handelstraktaten med Storbritannien (1860), åtskilliga sociala förbättringar samt de stora arbetena för Paris utveckling och försköning. År 1863 utnämndes Rouher till statsminister och blev som sådan kejsarens officiella representant hos kamrarna. Han försvarade glänsande och hårdnackat 1852 års författning och kejsarens personliga maktutövning. Han ingrep även med våld för att rätta de kommunala valen i önskad riktning, men lyckades inte kväva oppositionen eller hindra utförandet av Napoleons liberala tänkesätt. När oppositionen i parlamentet 1869 växt sig alltför stark, nedlade Rouher, vars maktutövning förskaffat honom namnet "vicekejsaren", makten i stället för att böja sig. Han fortfor dock att vara en av kejsarens närmaste rådgivare och var 1870 president i senaten. Efter kejsardömets fall slog han sig ned i London, lät förgäves uppställa sig som kandidat i departementen Gironde och Charente-Inférieure till nationalförsamlingen, men valdes 1872 på Korsika. Han var sedan en av de mest energiska cheferna för bonapartisterna, valdes 1876 både på Korsika och i Riom, understödde efter 16 maj de Broglie och omvaldes till deputerad i Riom 1877. I en på sin tid mycket uppmärksammad debatt uppträdde han mot Gambetta på det varmaste till kejsardömets försvar. Efter kejsarprinsens död drog han sig alltmer från politiken, men uppträdde ännu 1880 i deputeradekammaren till försvar för frihandeln. Hans imponerande uppträdande och stora, stundom  i förening med hans finansiella skicklighet och utomordentliga energi gjorde honom till en av förgrundsfigurerna i det andra kejsardömets historia.